# Сантьяго-Куаутлальпан
Сантьяго-Куаутлальпан (исп. Santiago Cuautlalpan)  —   населённый пункт и муниципалитет в Мексике, входит в штат Мехико. Население 11 932 человека.